# Liste des cathédrales des Seychelles
Cet article recense les cathédrales des Seychelles.

## Liste

### Catholique romain
- Cathédrale de l'Immaculée-Conception à Victoria

### Anglican
- Cathédrale Saint-Paul à Victoria